# Neauphe-sur-Dive
Neauphe-sur-Dive là một xã thuộc tỉnh Orne trong vùng Normandie tây bắc nước Pháp. Xã này nằm ở khu vực có độ cao trung bình mét trên mực nước biển.